# Work and Non Work
Work and Non Work è un album di raccolta del gruppo musicale britannico Broadcast, pubblicato nel 1997.

## Tracce
Testi e musiche di Trish Keenan, James Cargill e Roj Stevens.
1. Accidentals – 3:28
2. The Book Lovers – 4:49
3. Message from Home – 4:59
4. Phantom – 3:31
5. We've Got Time – 4:13
6. Living Room – 3:26
7. According to No Plan – 3:08
8. The World Backwards – 4:00
9. Lights Out – 4:32